# Czesław Kanafojski
Czesław Kanafojski (ur. 23 marca 1898 w Kozłówce, zm. 5 lutego 1981 w Warszawie) – polski inżynier, specjalista w dziedzinie mechanizacji rolnictwa.

## Przed II wojną światową
Urodził się w rodzinie Stefana i Józefiny z Godlewskich. Ukończył w 1916 szkołę realną w Winnicy i rozpoczął studia na Wydziale Mechanicznym Instytutu Politechnicznego w Moskwie. Przerwał naukę i w listopadzie 1918 ochotniczo wstąpił do tworzącej się armii polskiej, walczył w wojnie polsko-bolszewickiej. Do rezerwy przeszedł w 1922 i zamieszkał we Lwowie, gdzie kontynuował naukę na Wydziale Mechanicznym Politechniki. Podczas studiów w 1927 został starszym asystentem w mieszczącej się w Dublanach Katedrze Maszynoznawstwa Rolniczego, rok później uzyskał dyplom inżyniera mechanika, a następnie w latach 1929–1931 odbył rolnicze studia uzupełniające na Wydziale Rolniczo-Lasowym Politechniki Lwowskiej w ośrodku w Dublanach. W czerwcu 1934 przedstawił w Szkole Głównej Gospodarstwa Wiejskiego w Warszawie pracę pt. Przyczynek do laboratoryjnych badań odkształceń i oporów gleby wywołanych działaniem ostróg ciągłówki, na podstawie której uzyskał stopień doktora nauk. Rok później uzyskał stopień doktora habilitowanego na podstawie pracy pt. Przyczynek do poznania zjawisk zachodzących podczas młocki bębnami cepowymi, w 1937 odbył staże naukowe w Niemczech, Austrii i Francji. Uchwałą Rady Wydziału Rolniczo-Lasowego habilitacja w zakresie maszynoznawstwa rolniczego została przeniesiona ze Szkoły Głównej Gospodarstwa Wiejskiego w Warszawie na Politechnikę Lwowską. Od stycznia 1938 na Politechnice Lwowskiej zajmował stanowisko kierownika Katedry Maszynoznawstwa Rolniczego, jednocześnie władze uczelni wystąpiły do Ministerstwa Wyznań Religijnych i Oświecenia Publicznego o nadanie Czesławowi Kanafojskiemu tytułu profesora nadzwyczajnego, ale proces ten przerwał wybuch II wojny światowej. Po wkroczeniu Armii Czerwonej i ustanowieniu Ukraińskiej Socjalistycznej Republiki Radzieckiej, a także zmianie Politechniki Lwowskiej w Lwowski Instytut Politechniczny pozostał na dotychczas zajmowanym stanowisku. Hitlerowcy zajęli Lwów w 1941 i zamknęli uczelnię, Czesław Kanafojski został przez nich zatrudniony na stanowisku kierownika kursów dla traktorzystów, które odbywały się w Dublanach. W marcu 1944 został przeniesiony na adekwatne stanowisko do Podzamcza Chęcińskiego, zaangażował się wówczas nauczanie na konspiracyjnych kursach akademickich, które odbywały się w Kielcach.
Był mężem Janiny z domu Hahn (1898–1988).

## Po 1945
Po zakończeniu działań wojennych z powodu zmian terytorialnych nie mógł powrócić do Lwowa, wyjechał do Warszawy, gdzie w sierpniu 1945 stanął na czele Katedry Mechaniki i Maszynoznawstwa Rolniczego Szkoły Głównej Gospodarstwa Wiejskiego. W 1946 uzyskał tytuł profesora nadzwyczajnego, od tego czasu przez trzy równolegle wykładał na stworzonej przez siebie Katedrze Konstrukcji i Budowy Maszyn Rolniczych na połączonych Uniwersytecie i Politechnice Wrocławskiej, tam też wykładał na Wydziale Rolniczym. W 1949 kierowaną przez niego Katedrę Mechaniki i Maszynoznawstwa przekształcono w Instytut Mechanizacji i Elektryfikacji Rolnictwa, który podlegał Ministerstwu Rolnictwa. Dwa lata później na zlecenie władz oświatowych podjął się organizacji na Politechnice Warszawskiej Wydziału Agromechanicznego, który w 1953 zmienił nazwę na Wydział Mechanizacji Rolnictwa, a pięć lat później na Wydział Maszyn i Urządzeń Rolniczych. W 1954 władze Politechniki Warszawskiej nadały Czesławowi Kanafojskiemu tytuł profesora zwyczajnego, w następnym roku kierowana przez niego Katedra zmieniła nazwę na Katedrę Maszyn Rolniczych. Od 1951 do 1953 i od 1956 do 1960 pełnił funkcję dziekana Wydziału Maszyn i Urządzeń Rolniczych. W 1968 przeszedł na emeryturę.
Zmarł w Warszawie, spoczywa na cmentarzu Wojskowym na Powązkach (kwatera A34-6-6).

## Działalność naukowa
Od początku pracy zawodowej Czesław Kanafojski był autorem prac dotyczących maszyn i mechanizacji rolnictwa, badał odkształcenia i opór gleby wywoływany przez pracę ciągnika. Będąc docentem Politechniki Lwowskiej zainicjował powstanie pierwszej polskiej stacji doświadczalnej maszyn rolniczych. Prowadząc badania nad ich udoskonalaniem stworzył teorię ruchu pojazdów po nieutwardzonym podłożu, która została zastosowana przez Mieczysława Bekkera podczas projektowania pojazdu poruszającego się po Księżycu. Podsumowaniem wiedzy i dorobku zawodowego jest dwutomowa monografia pt. Teoria i konstrukcja maszyn rolniczych (tom I – 1967, tom II – 1972), napisana razem z Henrykiem Bernackim i Januszem Hamanem.

## Prace i artykuły
- Określenie jednostkowych ciężarów maszyn rolniczych (1971)
- Uwagi o nazewnictwie w maszynach rolniczych (1972)
- Krytyczna ocena dotychczasowych urządzeń wskazujących straty wymłóconych ziaren w kombajnach zbożowych (wg. Niemieckich doświadczeń) (1973)
- Początki mechanizacji rolnictwa w wyzwolonej Polsce po 2-ej wojnie światowej (1974)
- Teoria i konstrukcja maszyn rolniczych (1976)
- Główne kierunki i warunki rozwoju mechanizacji polskiego rolnictwa
- Maszyny i urządzenia rolnicze
- Krytyczna ocena aktualnego stanu nauki z zakresu techniki rolniczej oraz zarys wytycznych na lata 1971–1975
- Moja współpraca z fabryką siewników „Kraj” w Kutnie
- Niektóre możliwości zwiększające wydajność kombajnów zbożowych
- Przyspieszenie prac w rolnictwie jako jeden z głównych warunków zwiększania ich wydajności
- Znaczenie techniki rolniczej dla zwiększenia wydajności pracy

Źródło:.

## Członkostwo
- członek Towarzystwa Naukowego Warszawskiego od 1950;
- członek Polskiej Akademii Nauk, od 1952 rzeczywisty, od 1957 korespondencyjny, 1960–1962 członek prezydium[6];
- twórca i przewodniczący Komitetu Techniki Rolniczej Polskiej Akademii Nauk;
- członek Rady Naukowej przy Ministrze Rolnictwa;
- członek Komisji Kwalifikacyjnej Pracowników Naukowych Polskiej Akademii Nauk (1960–1965);
- członek korespondencyjny Niemieckiej Akademii Nauk Rolniczych w Berlinie od 1957.

## Ordery i odznaczenia
- Order Sztandaru Pracy II klasy (1959)
- Krzyż Komandorski Orderu Odrodzenia Polski (1968)
- Krzyż Oficerski Orderu Odrodzenia Polski (19 lipca 1955)[1]
- Krzyż Walecznych (trzykrotnie)
- Medal 10-lecia Polski Ludowej (14 stycznia 1955)[7]

Źródło:.

## Nagrody
- Państwowa Nagroda Naukowa I stopnia w dziedzinie nauk rolniczo-leśnych za prace w dziedzinie mechanizacji rolnictwa (29 lipca 1950)[9]
- Nagroda Ministra Szkolnictwa Wyższego i Techniki[8]